# Qútuz
Al-Màlik al-Mudhàffar Sayf-ad-Din Qútuz al-Muïzzí (àrab: الملك المظفر سيف الدين قطز المعزي, al-Malik al-Muẓaffar Sayf ad-Dīn Quṭuz al-Muʿizzī), més conegut simplement com al-Mudhàffar Qútuz o com Qútuz, fou soldà mameluc bahrita o kiptxak del Caire (1259-1260). Era nebot del xa de Coràsmia Djalal al-Din Manguberti i el seu nom musulmà de naixement era Mahmud ibn Mahmud; fou fet presoner pels mongols i venut a un mercader de Damasc que el va revendre a l'amir mameluc Aybak (el 1250 sultà al-Màlik al-Muïzz Izz-ad-Din Àybak) i a la seva dona Shadjar al-Durr; Aybak va adquirir el títol d'al-Màlik al-Muïzz i d'això Qútuz va agafar la seva nisba d'al-Muïzzí. Ja de jove, basat en diverses profecies, estava convençut que regnaria a Egipte i venjaria al seu oncle derrotant els mongols.
El 1252 Aybak va deposar el cosoldà al-Màlik al-Àixraf Musa i va nomenar virrei (naib al-sultana) a Qútuz. El 1253 Qútuz fou un dels mamelucs que van assassinar al rival d'Aybak, el mameluc Aktay, un dels caps del regiment bahrita. Aybak queia assassinat el 1257 per instigació de la seva dona Shadjar al-Durr, i pujava al tron el jove fill al-Màlik al-Mansur Nur-ad-Din Alí ibn Àybak, més conegut simplement com al-Mansur Alí. Qútuz va conservar el seu títol de virrei i va administrar els afers corrents. El 1258 va dirigir una expedició contra els amirs bahrites (salihiyya) i els seus aliats aiúbides. El 1259 va fer les paus amb els salihiyya que tenien per cap al mameluc Baybars (després sultà com al-Màlik adh-Dhàhir Rukn-ad-Din Bàybars al-Bunduqdarí as-Salihí) i es van unir per anar contra els mongols a Síria. Llavors, al·legant que el jove sultà no era la persona adequada per defensar el país, el va deposar i es va proclamar al seu lloc. Molts amirs van protestar contra aquesta usurpació i Qútuz va prometre renunciar quan els mongols haurien estat derrotats. Per aconseguir el suport dels aiúbides va fer homenatge al aiúbida de Damasc i Alep an-Nàssir Yússuf ibn al-Aziz (1236-1260 a Alep i 1250-1260 a Damasc) i li va prometre defensar-lo contra els mongols.
A principis de 1260 els mongols de l'Ilkanat encapçalats per Hülegü i els seus vassalls cristians van creuar l'Eufrates al nord de Síria capturant Alep per setge i avançant per la Síria musulmana, el domini de la dinastia aiúbida. La divisió del general cristià nestorià Kitbuqa Noyan va avançar cap al sud mentre an-Nàssir Yússuf fugia en direcció a Egipte amb part del seu exèrcit. Kitbuqa es va apoderar de Damasc l'1 de març de 1260. L'últim rei aiúbida, an-Nàssir Yússuf fou capturat a Gaza pels mongols i assassinat per Hülegü. La invasió va destruir efectivament els aiúbides, que fins aleshores era una poderosa dinastia que havia governat grans parts del Llevant, Egipte i la península aràbiga. Amb la caiguda del Califat Abbàssida de Bagdad i la dinastia aiúbida de Damasc, el centre del poder islàmic es va traslladar a la capital del Soldanat Mameluc, el Caire.
Hülegü va haver de tornar a Pèrsia per la mort de Mongke, que va tenir lloc el 1259, i la divisió de Kitbuqa amb 10.000 homes es va quedar a Síria continuant l'ofensiva i prenent les ciutats de Baalbek, al-Subayba, i Ajlun i Qútuz va fer matar als missatgers mongols per exigir la seva submissió. Va proclamar la guerra santa i va portar un exèrcit des d'Egipte cap a Palestina i va aconseguir el suport dels amirs, molts dels quals no tenien gaires ganes de lluitar contra els mongols. L'amir Baybars fou posat al comandament de l'avantguarda egípcia. Qútuz va obtenir dels francs d'Acre la neutralitat. Finalment es va enfrontar als mongols al que va derrotar (la primera vegada que s'aconseguia) a la batalla d'Ayn Djalut (3 de setembre de 1260). Al final de la batalla va establir el seu quarter a Damasc per netejar Síria de soldats mongols i establir la seva autoritat sobre els mamelucs de la província nomenant als seus propis mamelucs als llocs claus, aprofitant que An-Nàssir Yússuf ibn al-Aziz havia estat fet presoner dels mongols, el que va permetre la incorporació dels principats d'Alep i Damasc (però van poder subsistir els d'Homs, Hamat i Kerak).
En tornar a Egipte Qútuz fou assassinat a la seva tenda a al-Kusayr, prop de Salahiyya, per un grup d'oficials entre els quals es trobava Bàybars I, que fou proclamat soldà. Sobre les causes de l'assassinat hi ha diverses versions, però la més plausible és la de l'enfrontament entre Qútuz i Baybars que es remuntava a abans del 1259.